# عشرون دقيقة من الحب (فلم 1914)
عشرون دقيقة من الحب (بالإنجليزية: Twenty Minutes of Love)، وهو فيلم كوميدي أمريكي صامت من عام 1914 بطولة تشارلي تشابلن تم إنتاجه في استوديوهات كيستون.